# Vallenar (ort)
Vallenar är en ort i Chile.   Den ligger i provinsen Provincia de Huasco och regionen Región de Atacama, i den centrala delen av landet, 500 km norr om huvudstaden Santiago de Chile. Vallenar ligger 388 meter över havet och antalet invånare är 44 895.
Terrängen runt Vallenar är kuperad österut, men västerut är den platt. Vallenar ligger nere i en dal. Det finns inga andra samhällen i närheten. 
Trakten runt Vallenar är ofruktbar med lite eller ingen växtlighet. Runt Vallenar är det mycket glesbefolkat, med 6 invånare per kvadratkilometer.